# Ciemna liczba przestępstw
Ciemna liczba przestępstw – liczba przestępstw, które zostały faktycznie popełnione, lecz nie są objęte przez statystykę kryminalną (wskutek ich nieujawnienia). Czasami bywa wyrażana procentowo, jako stosunek (szacowanej) ogólnej liczby popełnionych przestępstw do przestępstw wykrytych.